# Кононенко Пилип Петрович
Пили́п Петро́вич Кононе́нко (1904, с. Великий Перевіз, Шишацького району Полтавської області — 1933, Сталінград) — український бандурист, співак (тенор), майстер з виготовлення бандур.

## Життєпис
Народився в родині столяра. Навчившись у батька столярній справі, згодом використав цю майстерність при виготовленні бандур.
Гри на бандурі навчався у Никифора Чумака.
1925—1928 років працював у Харківській капелі бандуристів.
1928 переїхав до Конотопа, де заснував шестимісячну школу гри на бандурі, згодом — капелу бандуристів «Відродження», з якою виступав у багатьох містах СРСР.
1930—1933 — учасник і керівник Конотопської капели кобзарів-бандуристів.
У репертуарі — українські народні пісні.